# Lucy Gordon
Pour les articles homonymes, voir Gordon.
Lucy Gordon est une actrice britannique, née le 22 mai 1980 à Oxford (Angleterre) et morte le 20 mai 2009 à Paris 10e.
Elle est révélée en 2005 dans Les Poupées russes de Cédric Klapisch. Elle interprète l'actrice et chanteuse Jane Birkin dans le film biographique de Joann Sfar, Gainsbourg (vie héroïque) (sorti en salles le 20 janvier 2010).
Deux jours avant ses vingt-neuf ans, elle se suicide par pendaison le 20 mai 2009 dans son appartement parisien.

## Biographie
Lucy Imogen Gordon est née le 22 mai 1980 à Oxford, Angleterre (Royaume-Uni) d'un père enseignant de français et d'une mère infirmière. À sa majorité, elle déménage à New York pour exercer le métier de mannequin, après avoir été repérée par une agence quatre ans plus tôt.
Elle devient l'égérie de la marque Dior, pour le parfum Eau de Dior (2000). Elle commence sa carrière cinématographique en 2001 dans Perfume, un drame qui plonge durant une semaine dans le monde de la mode, auprès des mannequins, photographes et journalistes. La même année, l'actrice britannique apparaît dans la comédie romantique Un amour à New York.
En 2005, dans Les Poupées russes de Cédric Klapisch, son personnage a une courte romance avec celui interprété par Romain Duris, un écrivain chargé d'écrire sa biographie. Elle rejoint, en 2007, le casting de la superproduction de Sam Raimi, Spider-Man 3 en entrant dans la peau d'une journaliste TV.
En 2009, elle campe la belle de Cinéman, celle pour laquelle Franck Dubosc voyage à travers des films légendaires. Le film, qui reçoit des critiques très négatives, est un cuisant échec.
Elle se voit également confier le rôle de Jane Birkin dans Gainsbourg (vie héroïque), un film biographique consacré au chanteur français signé Joann Sfar. Ce film lui est dédié.
Après avoir appris le suicide d'un de ses amis, elle décide, deux jours avant son vingt-neuvième anniversaire, le soir du 20 mai 2009, de mettre fin à ses jours dans son appartement parisien du 10e arrondissement de Paris, laissant deux courriers, dont l'un est son testament. Elle a légué ses biens à son compagnon, quelques amis, ses parents et sa sœur,,.

## Filmographie

### Cinéma
- 2001 : Perfume de Michael Rymer et Hunter Carson : Sarah
- 2001 : Un amour à New York (Serendipity) de Peter Chelsom : Caroline Mitchell
- 2002 : Frères du désert (The Four Feathers) de Shekhar Kapur : Isabelle
- 2005 : Les Poupées russes de Cédric Klapisch : Celia Shelburn
- 2007 : Serial de Kevin Arbouet (en) et Larry Strong (ta) : Sadie Grady
- 2007 : Spider-Man 3 de Sam Raimi : Jennifer Dugan
- 2008 : Frost (en) de Steve Clark : Kate Hardwick
- 2008 : Brief Interviews with Hideous Men de John Krasinski : Hitchhiker
- 2009 : Cinéman de Yann Moix : Viviane Cook
- 2010 : Gainsbourg (vie héroïque) de Joann Sfar : Jane Birkin

### Télévision
- 2005 : Stella (série télévisée) : China